# Trestný čin
Trestný čin je označení pro jednání, kterým pachatel zásadním způsobem poškozuje nebo ohrožuje státní mocí chráněné zájmy a které proto stát trestá. Méně závažný delikt se nazývá přestupek.
V českém právu jde o protiprávní čin, který trestní zákon označuje za trestný a který vykazuje znaky uvedené v takovém zákoně (§ 13 odst. 1 TrZ). K trestní odpovědnosti za trestný čin je třeba úmyslného zavinění, nestanoví-li trestní zákon výslovně, že postačí zavinění z nedbalosti (§ 13 odst. 2 TrZ).

## Vývoj pojetí

### Starověk a středověk
Podle staršího římského i germánského práva byl považován za trestný čin jen určitý počet případů, přičemž trestnost těchto jednání byla odvozována od odpovědnosti za výsledek (Cogitationis poenam nemo patitur – Za úmysl se nikdo netrestá. Ulpianus, Dig.XLVIII,19,18).
Vlivem helénské etiky se obrátila pozornost také k pachatelově vůli. V novějším římském právu se trestalo zásadně jen rozhodnutí ztělesněné v čin. Novější německé právo přihlíželo nejen k objektivním, ale také k subjektivním prvkům trestného činu. Kanonické právo přiznávalo značný vliv vnitřním, respektive subjektivním jevům.

### Osvícenství
Osvícenecké nauky vymezovaly trestný čin jako čin útočící na práva přirozená nebo poškozující společnost a její jednotlivé členy. V klasické nauce se uváděly určité obsahové prvky kladené vedle prvku formálního. Tak podle Hegela je zločin porušení „abstraktní ideje“, podle Kanta je zločinem porušení „absolutní nutnosti“, podle jiných trestný čin porušuje chráněné statky, jako soukromé vlastnictví, svoboda projevu apod. Odtud i charakteristika trestného činu jako „společensky škodlivého“ (Beccaria, Montesquieu, Feuerbach).
V době osvícenství se vyskytovaly pokusy o obsahové vymezení v zákonech (například způsobení škody, pruský Landrecht 1794; poškození práva, bavorský trestní zákon z roku 1813). Příkladem dobové a kazuistické obsahové definice je ruský trestní zákoník z roku 1846 (trestným činem je čin útočící na nedotknutelnost práv vrchnosti či na práva nebo bezpečnost společnosti nebo soukromých osob).

### Moderní doba
Britové J. C. Smith a B. Hogan (Criminal Law, New York 1969/9) charakterizují trestný čin jako nemorální čin (moral wrong), respektive zločin (wrongdoing), který ohrožuje přímo a závažnou měrou bezpečnost a blaho společnosti a kdy k nápravě nepostačuje pouze náhrada škody, způsobené oběti. Omezují tedy působnost trestního práva na oblasti, na které nestačí občanské právo.
Příslušná část projektu Evropské unie Corpus Juris 2000 autorů M. Delmas, Marty a kol. (české vydání Brno 2000, překlad J. Fenyk, S. Kloučková) se blíží angloamerickému pojetí znaků trestného činu vyvažováním úmyslu a formy činu (mens rea – actus reus, vinná mysl – vinný čin), přestože většina členů autorského kolektivu pochází ze zemí s kontinentálním právním systémem.

## Současná pojetí trestného činu

### Legální a sociální pojetí
Kriminologická věda[kdo?] v současnosti rozlišuje[zdroj?] dvojí pojetí trestného činu:
- legální – trestným činem je to, co jako trestný čin označuje platný zákon.
- sociální – za trestný čin se považuje takový čin, který má obzvlášť vysokou míru společenské nebezpečnosti. Při tomto pojetí mohou existovat i jiné trestné činy než stanoví zákon a naopak některé trestné činy, které zákon stanoví, za trestné činy považovány být nemusí. V každém společenském zřízení vždy existuje v zákonech několik trestných činů, které absolutní většina společnosti za škodlivé považovat nemusí a naopak za trestný čin není zákonem považováno jednání, které absolutní většina společnosti za škodlivé považuje.[zdroj⁠?!]

### Formální a materiální stránka
Československý trestní zákon z roku 1961 obsahoval podmínku společenské nebezpečnosti činu, která byla teoretiky trestního práva[kdo?] vykládána jako rozlišení formální a materiální stránky trestnosti.[zdroj?]
Za formální stránku trestnosti bylo považováno formální naplnění obecných i typových znaků trestného činu uvedených v trestním zákoně s výjimkou podmínky společenské nebezpečnosti:
- obecné, které jsou společné všem trestným činům: požadovaný věk a příčetnost u pachatele, u mladistvých pachatelů vedle toho dále rozumovou a mravní vyspělost, mezi tyto obecné znaky však nebyla započítávána společenská nebezpečnost,
- typové, jimiž se trestné činy od sebe navzájem odlišují, tj. ty, které jsou uvedeny v příslušné skutkové podstatě trestného činu, a vedle toho dále protiprávnost (tedy podmínka, že nenastala žádná z okolností vylučujících protiprávnost).

Za materiální stránku trestného činu byla považována nebezpečnost činu pro společnost, jinak nazývaná též společenská nebezpečnost činu, tedy způsob a míra, v níž je čin způsobilý ohrozit nebo porušit společenské zájmy chráněné trestním zákonem, tedy objekt trestného činu. Tyto chráněné zájmy však nebyly v trestním zákoně ani jinde jasně specifikovány a bylo tedy v případě některých skutkových podstat sporné určovat, co je chráněným zájmem.
Čin, jehož stupeň nebezpečnosti pro společnost je „nepatrný“ (v případě mladistvých pachatelů „malý“), nebyl trestným činem, i když jinak vykazoval znaky trestného činu.

### Časové hledisko při páchání trestného činu
Dobou spáchání trestného činu se rozumí časové období, v jehož průběhu byl trestný čin spáchán. Doba spáchání je v trestním právu důležitá v různých ohledech. Kromě jiného určuje, zda jde o jeden nebo více trestných činů. Jednorázový trestný čin je spáchán v krátkém časovém období.
Trestné činy hromadné jsou charakterizovány mnohostí útoků, která je podmínkou jejich trestnosti. Mnohost útoků je u nich vyjádřena jako znak jejich skutkové podstaty. Ze strany pachatele musí být splněny podmínky společného záměru spáchat více útoků a samozřejmě mnohost těchto útoků. Rozdíl mezi pokračováním v trestném činu a trestným činem hromadným spočívá právě v tom, že mnohost útoků je přímo znakem skutkové podstaty hromadného trestného činu.
Trestné činy trvající jsou takové trestné činy, kterými pachatel vyvolá protiprávní stav a potom jej udržuje, nebo takové trestné činy, kterými pachatel sice protiprávní stav nevyvolá, ale udržuje ho. U trvajícího trestného činu tedy musí trvat jednání, kterým je protiprávní stav udržován. Bez ohledu na délku trvání protiprávního stavu se trvající trestný čin posuzuje jako jediné jednání. Důležité je rozlišení trvajícího trestného činu od trestného činu, k jehož zákonným znakům náleží vyvolání protiprávního stavu: že u trestného činu trvajícího s délkou doby jeho trvání dochází ke zvyšování nebezpečnosti činu pro společnost, kdežto u trestných činů, k jejichž zákonným znakům náleží vyvolání protiprávního stavu, je nebezpečné právě ono vyvolání protiprávního stavu, přičemž nebezpečnost činu pro společnosti dále nenarůstá.
Pokračování v trestném činu je definováno § 116 TZ. Rozumí se jím takové jednání, jehož jednotlivé dílčí útoky:
- naplňují stejnou skutkovou podstatu trestného činu,
- mají stejný nebo obdobný způsob provedení,
- mají objektivní souvislost (zejména časovou a v předmětu útoku) a
- jsou vedeny společným záměrem.

### Vývojová stádia trestného činu
Skutek, v němž je spatřován trestný čin, zpravidla prochází od sebe oddělitelnými fázemi, které spočívají v postupné realizaci úmyslu pachatele trestný čin spáchat (dokonat). Délka trvání těchto vývojových stádií není důležitá, rozhodující je úmysl sledovaný pachatelem, který je navzájem sjednocuje. Zájem společnosti na účinné ochraně hodnot vyžaduje, aby docházelo k účinnému potírání i takových společensky nebezpečných jednání, která vlastnímu dokonání trestného činu předchází, i když k dokonání trestného činu nedojde. Z logiky věci vyplývá, že o vývojových stádiích trestného činu lze hovořit jedině ve formě úmyslné.
Trestněprávně relevantními jsou:
- příprava,
- pokus a
- dokonání trestného činu.

Pokud jde o několik dílčích útoků, hovoří se o tzv. pokračování v trestném činu, neboť v souhrnu naplňují jednu skutkovou podstatu trestného činu. Dílčí útoky ale musí být spojeny jednotným záměrem, musí být provedeny alespoň obdobným způsobem, v blízké časové a předmětné souvislosti (např. série vykradených chat).

## České právo

### Historie
Do roku 1852 platil v části Rakouské říše Zákon trestní o zločinech a těžkých policejních přestupcích, vydaný dne 3. září 1803. V Rakousko-Uhersku od 1. září 1852, v českých zemích po vzniku Československa až do počátku účinnosti zákona č. 86/1950 Sb. platil Zákon o zločinech, přečinech a přestupcích, uvedený patentem č. 117/1852 rakousko-uherského říšského zákoníku. Za první republiky bylo mnoho pokusů nahradit tento zákon modernějším, ale nový zákon se přijmout nepodařilo a původní byl upravován novelizacemi. Článek IV. zákona z roku 1852 stanovil, že „podle tohoto trestního zákona může se …jen to za zločin, za přečin nebo za přestupek pokládati a trestati, co se v něm výslovně za zločin, za přečin nebo za přestupek prohlašuje.“ Korektiv ve smyslu úmyslnosti i nebezpečnosti byl dán formulací: „Ke zločinu vyžaduje se zlého úmyslu“, dále podrobněji rozvedenou.
Podle § 4 „Zločin pochází ze zlomyslnosti pachatelovy, nikoliv z povahy toho, na němž se spáchá. Zločin tudíž spáchati lze i na provinilcích, na bezesmyslných, na dětech, na spících a též na takových osobách, které samy škody si přejí nebo k ní svolují.“ Podstata zločinu tedy nebyly odvozována z narušení zájmů oběti nebo poškozeného, ale z ideje zla nezávislé na vůli pachatele i oběti. Obsahově (ve znění z 30. let 20. století) byly zločiny v úvodu zvláštní části charakterizovány takto: „Zločiny zasahují buď do společné bezpečnosti přímo ve svazku státním, ve veřejných opatřeních nebo veřejné důvěře, anebo porušují bezpečnost lidí jednotlivých co se týče osoby, majetku, svobody, nebo jiných práv.“
Některé skutkové podstaty trestných činů byly po převzetí moci komunisty specifikovány i v jiných, speciálních zákonech, například v zákoně č. 231/1948 Sb., na ochranu lidově demokratické republiky.
Československý trestní zákon 86/1950 Sb. stanovil (§ 2), že trestným činem je jen takové pro společnost nebezpečné jednání, jehož výsledek uvedený v zákoně pachatel zavinil. Přidáním podmínky společenské nebezpečnosti činu a jejího stupně bylo mírně posíleno materiální pojetí trestnosti. Podmínka měla sloužit jako korektiv formálního pojetí trestnosti. Toto materiální pojetí však bylo (a dosud je) značně neúplné, protože nedostatečné zohledňuje ochranu zájmu jednotlivců a z dnešního hlediska nedostatečně definuje zájem společnosti a podstatu společenské nebezpečnosti, a touto vágností umožňuje jeho ideologické zneužívání. V základních obecných principech i vymezení skutkových podstat zůstal trestní zákon poměrně podobný dosavadnímu Zákonu o přečinech a zločinech z roku 1852.
Trestní zákon č. 140/1961 Sb. obdobnou definici trestného činu uvádí v § 3, avšak kritérium výsledku činu a příčinnosti (zavinění) bylo nahrazeno podmínkou naplnění znaků uvedených v zákoně, a to pouze v trestním zákoně. Posílil tak formální pojetí trestnosti, zatímco skutečnou škodu nebo újmu odsunul na méně výrazné místo, mezi kritéria stupně společenské nebezpečnosti činu. Zároveň byly
Novelizace po roce 1989 oprostily text zákona od projevů třídního pojetí trestní spravedlnosti (změny v účelu zákona – § 1, atd.). Základní struktura zákona zůstala beze změny, pojem společenské nebezpečnosti byl však zbaven obsahu podmíněného pojetím společnosti podle socialistického režimu.

### Definice a znaky trestného činu
Trestný čin (u mladistvých pachatelů je nazýván provinění) je v českém trestním právu jediným základem trestní odpovědnosti. Je chápán jako ucelená množina přesně vymezených znaků, jež musí být všechny naplněny v zákonem předpokládané míře, a to v době spáchání skutku, v němž je trestný čin spatřován. Absence byť i jednoho znaku má za následek, že čin, který se trestnému činu podobá, trestným činem právě pro nenaplnění či nedostatečné naplnění byť i jednoho znaku být nemůže. K trestní odpovědnosti za trestný čin je třeba úmyslného zavinění, nestanoví-li trestní zákon výslovně, že postačí zavinění z nedbalosti.
Podle § 3 trestního zákona (č. 140/1961 Sb. ve znění novel) byl trestný čin pro společnost nebezpečný čin, jehož znaky byly uvedeny v tomtéž zákoně. Tato formulace vyjadřovala jednak překonání praxe, kdy skutkové podstaty trestných činů byly obsaženy i v mnoha speciálních zákonech, jednak vymezení vůči pojetí, v němž by bylo možno trestat činy, které nejsou v zákoně explicitně popsané.
V první, obecné části trestního zákona byly popsány obecné znaky trestných činů, mezi něž patřily
- Společenská nebezpečnost větší než nepatrná. Stupeň nebezpečnosti činu pro společnost je určován zejména významem chráněného zájmu, který byl činem dotčen, způsobem provedení činu a jeho následky, okolnostmi, za kterých byl čin spáchán, osobou pachatele, mírou jeho zavinění a jeho pohnutkou. Zákon však nespecifikuje, jakým způsobem se z těchto faktorů stupeň nebezpečnosti odvozuje, například které osoby pachatelů nebo pohnutky společenskou nebezpečnost zvyšují nebo snižují. Blíže nespecifikované přihlížení k „osobě pachatele“ může znamenat narušení ústavou zaručené rovnosti před zákonem.
- Zavinění. K trestnosti činu je třeba úmyslného zavinění, nestanoví-li trestní zákon výslovně, že postačí zavinění z nedbalosti.
- Trestní odpovědnost z hlediska věku a příčetnosti pachatele.
- Vyloučení trestnosti za podmínek krajní nouze, nutné obrany a oprávněného použití zbraně.
- Územní a personální omezení působnosti zákona,
- Trestnost pokusu, přípravy i podílnictví na činu.
- Podmínky zániku trestnosti a promlčení trestního stíhání.

Ve druhé, zvláštní části trestního zákona byly definovány znaky takzvané formální skutkové podstaty jednotlivých trestných činů.

#### Současné pojetí trestného činu v českém právním řádu
Trestní zákoník č. 40/2009 Sb., účinný od 1. ledna 2010, přinesl na rozdíl od předchozí úpravy odlišné pojetí trestného činu. Zatímco dosavadní úprava byla založena na kombinovaném, tzv. materiálním, resp. materiálně-formálním či formálně-materiálním pojetí, aktuální pojetí je označováno jako formální. Podle § 13 odst. 1 je trestným činem protiprávní čin, který trestní zákon označuje za trestný a který vykazuje znaky uvedené v takovém zákoně. Tato definice trestného činu opustila uvádění nebezpečnosti činu pro společnost jako samostatné a nezávislé podmínky trestnosti a sjednotila její posuzování s posuzováním formálního naplnění skutkové podstaty. Při aplikaci trestního zákoníku je ovšem nutné zohledňovat i jednu ze základních zásad trestního práva hmotného, tzv. subsidiaritu trestní represe, kterou lze vyjádřit tak, že trestní odpovědnost má být vyhrazena jen pro nejzávažnější společensky škodlivé činy a jiné společenské a právní nástroje mají mít přednost (např. u majetkových deliktů přichází v úvahu náhrada škody podle občanského práva, sankce za přestupek nebo jiný správní delikt, odejmutí oprávnění vykonávat určitou činnost apod.)
Trestné činy jsou podle tohoto trestního zákoníku rozlišovány na:
- přečiny – všechny nedbalostní trestné činy a ty úmyslné, za něž hrozí trest odnětí svobody s horní hranicí trestní sazby do 5 let,
- zločiny – všechny úmyslné trestné činy, za něž hrozí trest odnětí svobody s horní hranicí trestní sazby nad 5 let. Zvláštní kategorií zločinů jsou pak zvlášť závažné zločiny, kde hrozí trest odnětí svobody s horní hranicí trestní sazby nejméně 10 let.

V první, obecné části trestního zákona jsou popsány obecné znaky trestných činů, mezi něž patří
- Zavinění. K trestnosti činu je třeba úmyslného zavinění, nestanoví-li trestní zákon výslovně, že postačí zavinění z nedbalosti
- Trestní odpovědnost z hlediska věku a příčetnosti pachatele
- Vyloučení trestnosti za podmínek okolností vylučujících protiprávnost
- Územní a personální omezení působnosti zákona
- Trestnost pokusu, přípravy i podílnictví na činu
- Podmínky zániku trestnosti a promlčení trestního stíhání

Částka pro klasifikaci krádeže jako trestného činu byla v českém právním řádu 1. října 2020 zvýšena z 5 000 na 10 000 Kč. Předchozí limit platil od roku 2002. Vzniklá škoda se sčítá, není tedy nutné, aby pachatel způsobil škodu ve výši 10 000 Kč nebo více jedním jednáním; stačí, pokud ji způsobí postupně.